# Jake and Blake
Jake og Blake er en tv-serie der sendes på Disney Channel. Serien handler om tvillinger, der blev væk fra hinanden ved fødslen, og som hver især har fået en ny familie. Men da de mødes, udtænker de en plan, som går ud på at de bytter plads i nogle dage(siden de ligner hinanden).
Men ikke alle hopper på den og da deres venner og familie en af gangen finder ud af sandheden kommer der meget drama, Og det gælder også deres fjender.

## Episoder
| Episode   | Episodenavn       | Handling |
| --------- | ----------------- | --- |
| 1. Afsnit | Stjerne på frifod | Blake Hill (Rockstjernen) stikker af for at få noget fred, Desværre er det ikke så let. Samtidig prøver Jake Valley at bevare roen, da han bliver smidt ud af skolen. |
| 2. Afsnit | Byttehandlen      | Jake er ikke meget for den plan som Blake har lavet, men kommer alligevel til at tage imod den. Samtidig prøver Blakes største fan at komme til Hans koncert.         |
|           |                   | |